# Echidnopsis squamulata
Echidnopsis squamulata är en oleanderväxtart som först beskrevs av Joseph Decaisne, och fick sitt nu gällande namn av Bally. Echidnopsis squamulata ingår i släktet Echidnopsis och familjen oleanderväxter. Inga underarter finns listade i Catalogue of Life.